# Allium sordidiflorum
Allium sordidiflorum är en amaryllisväxtart som beskrevs av Aleksei Ivanovich Vvedensky. Allium sordidiflorum ingår i släktet lökar, och familjen amaryllisväxter. Inga underarter finns listade i Catalogue of Life.